# Danh sách quốc gia sử dụng Hawker Sea Hawk
Các quốc gia sau có vận hành loại máy bay Hawker Sea Hawk:
Bản mẫu:Inc-transport

### IND

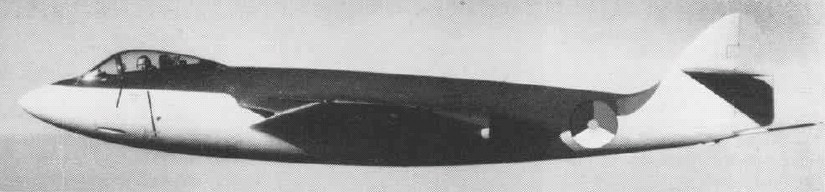
Một chiếc Sea Hawk Mk.50 của Hà Lan

### 

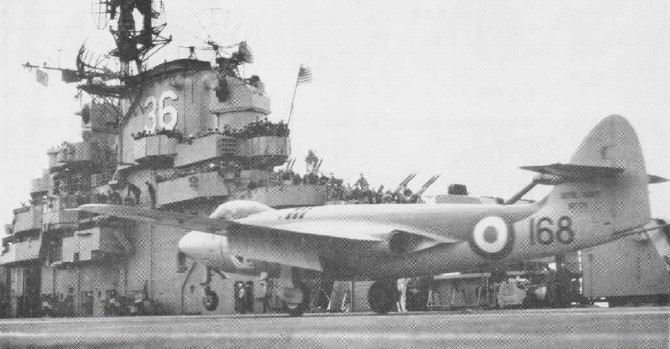
Sea Hawk thuộc Phi đội 803 trên tàu USS Antietam năm 1953

## Các quốc gia sử dụng

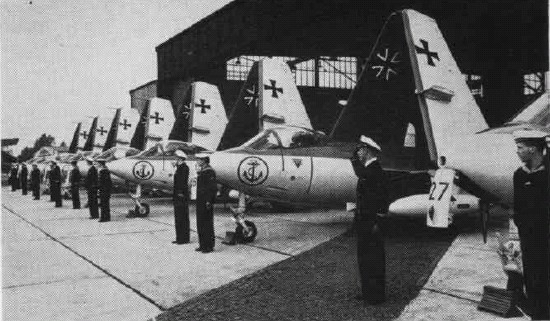
Phi đội Sea Hawk của Đức tại Jagel 1958

### Đức
Hải quân Đức
- Marinefliegergeschwader 1
- Marinefliegergeschwader 2

### Ấn Độ
Hải quân Ấn Độ - Binh chủng Không quân Hải quân Ấn Độ
- Phi đội số 300

### Hà Lan
Hải quân Hoàng gia Hà Lan - Binh chủng Hàng không Hải quân Hà Lan
- Phi đội số 3
- Phi đội số 860

### Anh Quốc
Hải quân Hoàng gia - Binh chủng Không quân Hải quân Hoàng gia
- Phi đội Hải quân 700
- Phi đội Hải quân 703
- Phi đội Hải quân 736
- Phi đội Hải quân 738
- Phi đội Hải quân 764
- Phi đội Hải quân 767
- Phi đội Hải quân 781
- Phi đội Hải quân 787
- Phi đội Hải quân 800
- Phi đội Hải quân 801
- Phi đội Hải quân 802
- Phi đội Hải quân 803
- Phi đội Hải quân 804
- Phi đội Hải quân 806
- Phi đội Hải quân 807
- Phi đội Hải quân 810
- Phi đội Hải quân 811
- Phi đội Hải quân 812
- Phi đội Hải quân 895
- Phi đội Hải quân 897
- Phi đội Hải quân 898
- Phi đội Hải quân 899
- Phi đội Hải quân 1832 RNVR

## Nội dung liên quan
- Hawker Sea Hawk